# Acantuerta ladina
Acantuerta ladina là một loài bướm đêm trong họ Noctuidae.